# Ivan III de Moscou
Ivan Vassílievitx (Moscou, 22 de gener de 1440 – Moscou, 27 d'octubre de 1505), anomenat el Gran. Fill de Basili II de Rússia i de Maria de Borovsk. Fou el successor del seu pare en la corona del principat de Moscou de 1462 a la seva mort. Pel seu matrimoni amb Sofia Paleòloga es considerava hereu del caigut Imperi Romà d'Orient i defensor de l'Església Ortodoxa. Es va proclamar sobirà de tota la Rússia i va reclamar drets patrimonials sobre les antigues terres de la Rus de Kíev.

## Vida com a fill del Príncep
La seva vida abans d'ésser coronat fou bastant moguda; segurament, nasqué fora de Moscou, i el motiu de no ésser oriünd de la capital del principat, el lloc més corrent per l'hereu de la corona, fou l'obligatorietat del seu pare, Basili II a fugir el 1439 després dels atacs que patí per part del kan de Kazan (tàrtaro-mongol) Ulugh Muhammad Khan.
A l'edat de 5 anys, el mateix kan li empresonà el pare, i mentrestant, l'home que es va fer càrrec del principat de Moscou mentre ell estava inhabilitat fou Dmitri ixemIaka, el seu cosí. Al cap d'uns mesos, amb l'alliberació de Basili, Dmitri el detingué, el deixà cec i també feu que s'exiliés a Uglitx, un poble que estava al límit fora de les fronteres del principat. Lògicament, l'infant de 6 anys, Ivan també passà a viure a aquest poble. No gaires mesos després, però, un estratagema perfecte de Basili II feu desbancar del poder del principat el seu cosí Dmitri, i aviat pogué recuperar la família d'Ivan el lloc que li corresponia a Moscou, ciutat en què, possiblement, durant aquells 6 anys de vida no havia posat els peus el jove hereu.
Els anys següents, li serviren a Ivan per començar a instruir-se en com havia d'actuar quan arribés el moment de la successió en el tron, i a mitjans de la dècada dels 1450, Basili II decidí que la millor manera d'ensenyar-li l'ofici seria deixant-li part del seu poder. Així fou, durant els últims anys de la vida de Basili, Ivan fou el co-regent de la corona amb el seu pare.

## Conqueridor

### Adquisició de Iaroslavl
Finalment, el 27 de març de 1462 Basili II morí, i poc després, Ivan III seria coronat com a Gran Príncep de Moscòvia. D'idees fixes, el nou príncep sempre va voler del gran principat, un gran imperi. El 1463, complint un any de l'inici del regnat, inicià la tasca comprant el territori de Iaroslavl, el que suposava la incorporació del territori a Moscou.

### Guerra amb Novgorod

#### Aliança de Novgorod amb els lituans
Després de l'adquisició, Ivan el Gran va haver d'afrontar les conseqüències del que havia fet el seu pare, que era retallar l'autogovern que tenien les regions de Súzdal, Nijni Nóvgorod, Nóvgorod. Concretament, a la República de Novgorod, havien començat a aparèixer grups de boiars d'ascendència lituana o vinculats a ella, que volien que aquest territori formés part del Gran Ducat de Lituània, trencant tots els vincles amb Moscòvia. Això no hauria arribat a més, si aquest sentiment no hagués fructificat en la gent influent, però, d'ésser així, començaren a parlar amb Casimir IV, veterà duc de Lituània (1440-1492) i Rei de Polònia (1447-1492) i es posaren sota el protectorat de Lituània. Aquest moviment Ivan III no el veié amb gens bons ulls, sospità que aquesta aliança era un acte d'apostasia envers l'Església Ortodoxa i decidí moure fitxa.

#### Victòria d'Ivan III sobre Nóvgorod
Durant l'inici de 1471, Ivan va fer tots els tràmits diplomàtics possibles per deixar aïllat el territori de Nóvgorod (no oblidem que estava dins de les fronteres del Gran Principat de Moscou). Quan ho tingué tot enllestit, el maig de 1471, li declarà la guerra. Mentrestant, aquesta república havia tingut vista i el febrer del mateix any havia signat un tractat de defensa amb Casimir IV. Aquest, però, en veure que les coses es complicaren no es presentà en ajuda de Nóvgorod, que, desesperadament, contractà un comandant, Mikhaïl de Kíev, que per discrepàncies, deixà la ciutat l'idus de març.
Així doncs al juny, Ivan III, gran estrateg, començà a atacar. Ho feu amb tres armades que sortiren de Moscou el 20 de juny cap a Nóvgorod. La tercera armada, la comandava ell mateix (aspecte anormal d'Ivan, puix que normalment no participava literalment a les batalles; s'explica que tenia molta por a la mort). Aviat, les aliances que Ivan III abans d'atacar havia fet amb els principats de Tver, Pskov i VIatka fructificaren; el 10 de juliol l'armada de Pskov bloquejà l'entrada d'un possible exèrcit de Casimir IV. El 14 de juliol, fou el dia de l'enfrontament clau a la riba del riu ixelon, on uns 40.000 combatents de Novgorod (la majoria civils, descoordinats i mal organitzats) no saberen vèncer a 5.000 moscovites (amb l'ajuda de l'armada de Tver) que, segons sembla, els havien preparat una emboscada mortal.
La batalla de Xelon va ser la decisiva per derrotar del tot Nóvgorod, encara que fins al 24 de juliol, en la batalla del riu Xilenga, no es donaren per vençuts. Després d'aquesta temptativa d'escapar-se de les urpes d'Ivan, la República de Novgorod va haver d'abandonar l'aliança amb Casimir IV, cedir moltes colònies que tenia al nord del continent, i pagar 15.500 rubles de despeses de la guerra.

### Conquesta de Permia, tot començant la centralització del principat
El príncep de Moscou veia propera l'absorció de Novgorod, i per continuar ampliant la corona, el 1472 conquerí Permia, no gaire important quant a extensió, però sí un gran escull històric.
Permia fou el centre neuràlgic de la creació de la llengua permiana, iniciadora d'un grup de llengües uràliques, tals com el Komi. En si, la llengua després que a finals del segle xiv es pogués escriure (Esteve de Perm, fou l'inventor del sistema d'escriptura que s'utilitzà) durà poc, possiblement per la intrusió moscovita en la gent, o perquè es donà a conèixer poc la forma d'escriure-la. Tanmateix, els textos en llengua permiana són d'extrema importància per l'estudi de llengües uràliques, ja que és la llengua uràlica més antiga de la qual es conserven manuscrits, per darrere de l'hongarès. Tot aquest potencial social que disponia la comunitat permiana, era sabut per Ivan III, que decidí tallar-ho tot de socarrel. Eren els inicis ja de la gran centralització, o de petita «globalització» que patiria la naixent Rússia de finals del segle xvi.

### Compra de Rostov-Súzdal
Abans de seguir conquerint, el moscovita decidí de, el 1474, comprar un altre territori, en aquest cas, Rostov-Súzdal. Així doncs, la Moscòvia a partir d'aquell any seria una mica més gran.

### Obtenció de Novgorod

#### Avasalladora conquesta al territori
Ivan II el Gran, després d'allò, volia acabar del tot amb aquella Novgorod lliure, i el 1477, quan tingué l'oportunitat de fer-ho, donà el cop de gràcia a la república. El pretext va ser el següent: els ambaixadors moscovites a la República de Nóvgorod s'adreçaren a Ivan III en públic com al Gossudar (en rus, el 'sobirà'), en lloc de Gospodin (en rus, 'senyor', 'noble'), que era la forma que es feia servir a Novgorod per designar el Príncep de Moscou. Allò feu commocionar d'allò més a les autoritats de la República, que refusaren del tot aquells ambaixadors moscovites. Ivan, sentint-se superior, es rebotà contra aquests; aquell mateix any portà l'armada moscovita (que incloïa un contingent tàrtar) a la capital de la Républica de Novgorod que, junt amb l'abandonament de l'antic aliat lituà Casimir IV Jagelló, feren que Novgorod es rendís en la batalla contra Ivan III i el reconegueren com el seu autòcrata (14 de gener de 1478) i posaren en la seva disposició totes les seves prerrogatives i possessions (que incloïen tot el nord de Rússia, des de Lapland, al nord de l'actual Suècia, fins als Urals). Això volia dir que Moscòvia absorbia del tot aquell vast territori, i que la República Feudal de Novgorod que ja tenia més de tres segles i mig, deixava d'existir, i des de la seva fundació el 862 per Ulritx, la ciutat capital perdia la sobirania que havia anat adquirint sobre aquell territori de la Rússia Septentrional.

#### Demostració de supremacia d'Ivan el Gran
Com a fet simbòlic que ho corroborava, Ivan II agafà de Nóvgorod la mítica campana de la Vetxe (era l'Assemblea republicana que governava el territori; també es trobava a altres estats republicans medievals eslaus) i se l'emportà a Moscou. Aquesta campana era un símbol de la sobirania republicana i de la seva independència. Quan es tocava, tots els ciutadans normals, boiars i comerciants es reunien en assemblea a la cort de Iaroslav. El cruel príncep de Moscòvia, també agafà a tots els boiars de la zona i els deportà per sempre més a zones molt remotes per treure-se'ls de sobre. Eren els inicis de la monarquia absoluta que regnaria a Rússia fins a temps de Nicolau II (després, s'allargaria fins a èpoques de Stalin).

### Següent objectiu: Tver
El procés d'anar «recol·lectant» terres russes per tal de fer una gran potència, però, continuava; ara, l'objectiu era el principat de Tver. La predicció d'Ivan III per adquirir Novgorod venia ja del seu pare, Basili II de Rússia, qui el feu casar amb Maria de Tver amb 12 anys per anar allisant-se el terreny. Aquesta via li sortí malament, ja que Maria morí el 1467 sobtadament, quan encara Ivan no s'havia pogut fer amb el territori.
Per tant, l'altre camí que li quedava era fer servir una tàctica semblant a l'absorció de Nóvgorod: el 1485, llançà un atac contra les terres de Mikhaïll III Borisovitx l'exiliat, que fou arrasador. El 12 de setembre d'aquell any, el principat, en veure que no podia aguantar durant més temps es rendí. Això es demostrà amb l'exili del príncep Mikhaïl III, que renegava des de 1461, que deixava en mans moscovites el territori.
Tver, com les altres víctimes d'Ivan, es convertí en una altra regió moscovita sense tenir cap tipus d'autoritat pròpia. En l'interval que anà del 12 de setembre de 1485 fins que es feu efectiu això, els fills d'Ivan III simbòlicament foren els prínceps de Tver: primer designà a Ivan, que restà en el càrrec fins a la seva prematura mort el 1490. L'últim any, es feu càrrec Basili III de Rússia, el futur successor de la corona moscovita a la mort del seu pare. Mentre passaren aquells 6 anys de tràmit, al príncep de Moscou li donà temps a expropiar els principals terratinents de la Cort de Tver, tot enviant-los ben lluny, en benefici seu i dels boiars moscovites. Com s'observa, Ivan seguia aquella dinàmica absoluta, que excloïa a tot els que no pensessin com ell.

### VIatka, l'última república que passà a mans de Moscou
Fent honor al sobrenom que se li ha donat, Ivan III fou molt gran en temàtica de fer seus territoris que no li pertanyien i que, abans d'ell, eren independents. La següent conquesta, fou el 1489, aprofitant la mala situació que estava vivint la República de VIatka. Aquest principat havia estat conquerit anys abans per l'altra gran potència oriental: el kanat de Kazan, format per majoritàriament tàrtars, que encara ocupaven tota la zona. Ivan el Gran doncs, amb aquest pretext, reconquerí el territori, però com sempre, en el seu favor. Expulsà els tàrtars de la zona i de rebot, també expropià el govern republicà, que havia estat desitjant que Moscou l'ajudés a reconquerir el territori, però mai d'aquesta manera. Així, la República de VIatka també cesava d'existir per sempre, per passar a ser una regió del ja molt centralitzat Principat de Moscou.

## Guerra entre russos i lituans
En la seva gran faceta de conqueridor, l'expansió per l'oest, per Lituània i Polònia va ser un estira-i-arronsa per la frontera separadora de les dues potències, que durà la gran majoria del regnat del fill de Basili II. Fou una pugna comparable amb la que es visqué entre la frontera de França i Borgonya des del segle xiv en el marc de la Guerra dels Cent Anys. El conflicte fronterer acabà amb el tractat d'Arràs el 1435 amb el qual se signava la pau entre Carles VII de França i Felip III de Borgonya, i el retorn de les terres conquerides pel segon. Al final, però, Lluís XI de França, fill de Carles, i les seves tropes mataren Carles el Temerari de Borgonya el 1477 i annexionaren el territori a França.

### Primera fase: Ivan contra Casimir IV
Tornant al món moscovita, això era en el fons en què volia el príncep Ivan III, però primer havia de jugar a arrabassar metres a Lituània. En els primers anys del regnat, el ja esmentat sobirà de Lituània i també rei de Polònia Casimir IV tenia l'afany d'ampliar el seu estat, cosa que inquietava força el príncep de Moscou. Per això, a finals de la dècada de 1470, Ivan III trobà com aliat Meñli I Giray el kan de Crimea (1467;1469-1475;1478-1515), una notable potència quant a exèrcit, i feren la primera gran ofensiva a Kíev, ciutat molt important del Gran Ducat de Lituània el 1482, quan llavors saquejaren la ciutat i el Monestir de les Catacombes. La guerra no es va parar els següents anys, fins que el 6 de juny de 1492, pocs mesos abans que Cristòfor Colom topés sobtadament amb un territori al qual després li'n dirien Amèrica, Casimir IV morí.
Fou la mort del Gran Duc de Lituània, però també rei de Polònia, i el seu gran poder el traspassà de la següent manera: Polònia passà a mans del seu fill primogènit Albert, i Lituània al seu segon fill, Alexandre.

### Màxima confrontació, adés entre Ivan i Alexsandre
Ivan el Gran pensà que aquesta divisió era un gran punt de debilitat per Lituània, i buscà més forces aliades: Baiazet II, sultà turc; Matthias Corvinus, rei d'Hongria i Stefan cel mare el Gran, voivoda o príncep de Moldàvia, rival per antonomàsia de Lituània. Tots aquests, sense oblidar el més important i poderós, Meñli I Giray.
A la fi, poc després de l'inici del regnat d'Alexandre I Jagelló de Lituània, la guerra en la seva màxima tensió començà. El pretext que s'utilitzà en aquest cas fou que els moscovites, mitjançant espies o infiltrats, descobriren que Lituània estava conspirant seriosament contra la vida d'Ivan Vasiliyevitx.

#### Primer pas enrere d'Ivan
El 1493 Ivan organitzà una guerra per conquerir la major part de Lituània, doncs els nobles ortodoxos van començar a canviar de bàndol a Moscou, ja que prometia una millor protecció contra les incursions militars i la fi de la discriminació religiosa que practicaven els catòlics lituans, on molta població estava començant a perdre confiança a la tradicional religió de la zona, i la falta de confiança moscovita feu que en un primer moment perdessin terreny. Alexandre I Jagelló, va enviar una delegació a Moscou per negociar un tractat de pau, signat el 5 de febrer de 1494 i que va suposar les primeres pèrdues territorials lituanes per a Moscou: el Principat de Viazma i una regió considerable a la part alta del riu Oka. Un dia abans de la confirmació oficial del tractat, Alexandre va ser promès amb Helena Ivanovitx, filla d'Ivan.
Després d'alguns mesos, semblava que la pau s'establia totalment, o almenys ho havia de fer, ja que Alexandre es casà amb Helena amb la condició que ella canviés de religió, i al seu entendre, havia estat vulnerat per Alexandre, que s'havia fet construir una capella grega en el seu palau (que ara eren catòlics, després que als anys 1440 s'hi declaressin com a mesura desesperada per cercar aliats en la seva lluita finalment fracassada contra els turcs otomans).
A partir de llavors, Ivan III obligà la seva filla a seguir unes instruccions "ortodoxes" pel disseny del seu vàter, mobiliari, el seu mode de viatjar, i en general la seva manera d'actuar. El pare també li regalà una àmplia col·lecció de llibres devots perquè fomentés l'ortodòxia en un país on aquesta religió no tenia gens d'èxit. La filla, però, havia constantment de transgredir la seva consciència i actuar com una persona catòlica, cosa que superava a Ivan.

#### Ofensiva moscovita
Tot aquest seguit d'abominables temes segons el parer d'Ivan, feren que reprengués la guerra amb tota la força possible. Lituània estava afeblida, ja que els prínceps de Bielsk, Mossalsk, Khotatov, els boiars de Mtsensk i Serpeïsk i els prínceps de Ttxernigov, Starodoub, Rylsk i Novgorod-Sevelski es declararen del bàndol del Gran Príncep de Moscou. Aviat, el territori perdut entre Desna i la frontera entre Lituània i Moscou, passà a mans russes, igual que Briansk, Poutivle, Dorogbouge i fins al riu Soja. Alexandre I Jagelló, partidari d'una pau ràpida, no pogué evitar haver de defensar-se de l'ofensiva moscovita en la batalla de Vedrotxa el 14 de juliol de 1500, en la qual els russos comandats per un pletòric Ivan III, guanyaren, capturant al comandant en cap lituà, de tota l'artilleria, i de les provisions de l'exèrcit rival.

#### Fase final de la guerra amb victòria parcial d'Ivan
Els lituans, pogueren mantenir els baluards de Vitepsk, Polotsk, Ortxa i Smolensk quan varen ser atacats. La guerra a l'inici del segle xvi, estava revolucionant tota l'Europa de l'Est. Alexandre I Jagelló estava aliat amb el Gran Orde, i l'Orde Livonià, mentre que l'aliat d'Ivan, arrasava el 1501 Gallicia i Volhynia. Aquell mateix any, els russos guanyaren Lituània prop de Mstislavl, però hagueren de fugir del setge que estaven duent a terme a Smolensk. Al nord, l'exèrcit de Livònia intentava infructuosament construir una fortalesa a Ivangorod per conquerir Narva; els moscovites els pararen, com també per ordre d'Ivan III s'apoderaren de les mercaderies lituanes que compartien amb Novgorod.
Alexandre veia que corria perill, i demanà desesperadament a Wolter von Plettenberg, Gran Mestre de l'Orde dels milicians de Crist de Livònia, que portés tots els seus efectius, qui respongué amb contundència i en la batalla de Siritsa, prop d'Izborsk, moscovites i livonians es veieren les cares en 1501. El Gran Mestre de Livònia, fruit de la seva avançadíssima i impecable artilleria, va vèncer a un exèrcit de 40.000 russos. La pau entre els dos territoris semblava inviable, ja que cap dominava provocant així la rendició de l'altre. Ivan III va decidir llançar un atac prop de Pskov en 1502.
Les coses havien canviat; el 17 de juny de 1501 el germà d'Alexandre, Joan I de Polònia, morí, i a partir del 12 de desembre del mateix any, el Gran Duc de Lituània havia de ser de nou també rei de Polònia. Així, quan va accedir al tron, va voler acabar amb aquella ja ruïnosa guerra, i va obrir negociacions amb el papa Alexandre VI i el rei d'Hongria, perquè mitjancessin la fi de les hostilitats. Aquests, van poder forçar que s'acordés una treva d'un sexxenni, cosa que al principi Ivan no acceptà. El Gran Ducat de Lituània va perdre un terç del seu territori (Chernihiv, Novhorod-Siverskyi, Starodub i terres al voltant del riu Oka superior) i van reconèixer el títol d'Ivan, sobirà de tota Rússia. la gent que s'havia exiliat o havia estat expropiada, podia tornar al seu origen. Aquelles treves tan llargues normalment acabaven per ser un final definitiu de la guerra, pel refredament de la situació. En aquell cas, però, Ivan III el Gran, com hem esmentat, era d'idees fixes, el mateix 1503 un cop signada la treva es va reunir amb el seu aliat Meñli I Giray de Crimea, i obtingué una promesa d'aquest per continuar els atacs a Lituània després de la treva. El Gran Príncep moscovita morí el 1505, sense poder veure com acabava la treva, però segur que el seu fill i successor Basili III de Rússia continuaria aquella guerra.
Aquell afany de fer Moscòvia més gran, se saldava amb un munt de territoris conquerits o adquirits, i al final del seu regnat, ell va passar a Basili III la Moscòvia, que ara constava de 88.495 km², enfront dels 804,5 km² que Alexandre Nevski passà al seu fill Daniïl I (primer príncep que declarà Moscou la capital del seu territori) sobre el 1280. S'ha de dir, però que a banda d'Ivan III, molts altres Prínceps ja havien ampliat el territori, encara que no tant com aquest.

## Pugna per trencar el jou mongol sobre Moscou
El segon gran objectiu d'Ivan III després d'expandir-se, era acabar amb el jou tàrtar que controlava la zona des de feia més d'un segle. El 1435 l'arxipoderós Orde d'Or mongol s'havia desmembrat en cinc, amb Kazan i el Gran Orde com a rivals més importants d'Ivan III. Aquest, va voler aprofitar aquesta circumstància per perpetuar aquesta divisió i treure'ls el poder que tenien. Primer, el de Moscou actuà a la defensiva i conservadorament. Esquivava fer atacs esbojarrats i amb una lt percentatge de fallida, i per altra banda no pagava el tribut que li tocava i els regalava múrriament presents de protocol. Tot això, ho feia mentre forjava grans aliances des de 1473 a 1477, com les del Mestre de Pèrsia, Ossoum-Hassan, o la que va tenir tota la seva vida, la de Meñli I Giray del kanat de Crimea.

### Primera rebel·lió
El 1478, havent pres totes les mesures que corresponien, es rebel·là contra el Gran Orde obertament; quan aquell any el kan d'aquell territori, Akhmat (1465-1481 en el mandat) envià els seus ambaixadors per rebre el tribut que li pertanyia, Ivan III deixà la imatge d'aquest líder pels terres i matà tots els ambaixadors que havia enviat menys un, que fou l'únic que va fer el viatge de tornada per explicar-li com havia anat aquell tenebrós viatge a Akhmat. Aquest esdeveniment, però, no és clar si ocorregué de veritat, ja que alguns historiadors no l'expliquen, donat a l'estranyesa del canvi radical de l'actitud del moscovita.
El cert és que d'aquesta manera o amb un altre pretext, el kan Akhmat anà a atacar el totpoderós Ivan III, que en esperar-s'ho tenia preparat un exèrcit de vora 150.000 soldats més incomptables peces d'artilleria, com diuen les cròniques, més ben preparats i organitzats que els exèrcits de Dmitri I Donskoi.
Això no volia dir, però, que no es deslliuraria de tots els grans riscos i perillositats que incloïen aquella mena de guerres. Potser això va ser el que pensà després que les coses li començaren a anar malament i va decidir fugir del camp de batalla i enviar l'exèrcit de nou a Moscou amb una batalla que gairebé no s'havia desenvolupat gens.

### Confrontació real entre els dos bàndols

#### Ivan es negà a fer la batalla
La gent del poble, molt paorosa per la possible invasió del poble mongol, s'indignà obertament per la covarda decisió d'Ivan III: com ens ha forçat a la nostra perdició! Refusa a pagar el tribut al kan, i ara que el té irritat, no lluita!, era el que un habitant normal protestava en aquells dies. Això almenys feu pensar de tornar a la batalla a Ivan III, però abans no havia de consultar a la seva mare, els seus boiars i els seus bisbes: Marxa valentament contra l'enemic!, fou la resposta que rebé per totes bandes. També, s'explica que per convèncer-lo, li digueren que guanyaria aquella pugna com ho va fer David contra Goliat, o que un bon pastor, donaria la vida per les seves ovelles. Fins i tot, el vell savi arquebisbe Vassian li preguntà tot ferint-lo: tu ets de la part dels mortals que tenien por a la mort?
Al final, el fill de Basili II decidí tornar a la guerra, ja que "no ens podem escapar del destí", segons ell. La primera estratègia que va fer servir va ser mantenir el seu exèrcit inamovible al mateix lloc on havia fugit, als rius Oka i Ugra. Allà, les dues potències s'enviaren fletxes i també injúries a banda i banda dels dos rius. Era una situació una mica ridícula, ja que els del kanat del Gran Orde els esperaven per defendre's, i els moscovites rebien ordres d'Ivan el Gran per no moure's, així desatenent tots els consells bel·licosos dels seus boiars. Tot i això, tampoc acceptà la proposta mongola; ells deien que acceptarien el seu perdó per la revolta si hi anava en persona o algun súbdit, i besava el seu estrep. La gent, en veure la poca activitat d'Ivan III, se li tornà a abraonar, i el vell arquebisbe Vassian li envià una carta on li exigia les belicositats del moment invocant la memòria d'antigues joies russes, com Dmitri Donskoi (el primer a plantar cara valentament a l'Orde d'Or de llavors), Igor (fill de Rurik, del 912 al 945 anà el regnat del territori que el seu pare havia conquerit així fundant la família dels Rurik sense caqp antecedent; Igor amplià el territori fent-se heroicament amb Kíev), Sviatoslav I de Kíev (successor i fill d'Igor, el seu regnat fou del 945 al 972, conquerí la totpoderosa khazaria, l'estat més potent de l'època, així fent del llegat de Rurik l'estat més gran d'Europa), i Vladimir II Monomakh, també dit el gran (regnà del 980 al 1015; gran ampliador de la corona amb Nóvgorod, va ser el pioner en instaurar l'Església Ortodoxa a la Rus de Kíev). Ivan III li contestà la carta dient-li que amb aquest esperit que li havia transmès, li havia omplert el cor de joia, coratge i força, però realment era paper mullat, ja que hi hagué aquell ambient d'inactivitat quinze dies més. Al quinzè, el riu Ugra que estava fent de frontera, es cobrí del tot de gel, amb el qual es podia travessar perfectament per ell.

#### La batalla de l'Ugra i la caiguda dels mongols
Era l'11 de novembre de 1380 i, inesperadament, Ivan III feu que es retiressin les seves tropes, ja que veia que ara els tàrtar-mongols podien travessar l'Ugra, i això l'omplia de pavor. Per altra banda, el kan Akhmat veié que l'exèrcit d'Ivan s'estava ampliant (dos exèrcits d'Andrei Menixoy, germà d'ell, i d'Ivan Molodoy, el fill havien anat a donar-li un cop de mà, fruit de la seva indecisió) i que el seu rival de sempre i aliat del moscovita, Meñli I Giray del kanat de Crimea l'estava afeblint molt, també decidí rendir-se. D'aquella manera doncs, tan "insípida", acabà el conflicte entre mongols i moscovites, i a aquell capítol l'anomenaren Gran xoc al riu Ugra. Tot acabaria només en taules, si aquesta hagués estat una guerra normal i corrent, però el que es jugaven era la subordinació de Moscou al kanat del Gran Orde. En haver-se rendit els dos combatents, volia dir que s'havia acabat aquell jou mongol que persistia encara, s'havia acabat l'obligatorietat de pagar tribut al kan, tradició que s'havia establert en èpoques de Batu Khan (kan de 1205 a 1255, net del magnànim Genguis Kan). Aquest orde mongol, acabaria en ruïnes després de la seva caiguda el 1502 en mans del kanat de Crimea.

### Atac al kanat de Kazan
Després de la pèrdua de la supremacia mongola, els russos ja no hi tornaren a incidir fins a 1487, data en què els voivoda moscovites començaren a atacar a l'altre kanat rival naixent de la ruptura de l'Orde d'Or, el de Kazan. Aquests voivodes actuaven en revenja del que havia fet el kan de Kazan quan capturà el pare d'Ivan, Basili II, gairebé 50 anys abans, i amb aquesta rancúnia interna, després de set setmanes de setge, capturaren la mateixa ciutat de Kazan i feren presoner el sobirà Alegam.
Això ho aprofità el príncep Ivan III, que volgué en primer terme annexionar la ciutat a Moscou, però en notar que no estaven preparats per ser moscovites (en part, a causa de la religió; eren musulmans, totalment incompatibles amb els ortodoxos), va donar la corona al nebot del seu amic de Crimea Meñli I Giray. Al poble de Kazan no li quedà, doncs, una altra sortida que jurar fidelitat al nou règim, que al principi trontollà, ja que la gent volia el seu líder fora de la presó.
Després d'aquesta fita mig aconseguida, que ja arrodoniria el seu net Ivan IV de Rússia, Ivan III ja no feu més intrusions en cap desfragmentació de l'antic Orde d'Or, havent ja aconseguit un dels objectius de la seva vida, la destrucció del jou mongol envers Moscou, una potència creixent.

## Sofia Paleòloga, el nexe amb l'Europa occidental
Ivan el Gran tingué dues mullers: la primera, Maria de Tver, amb qui s'hi casà el 2 de juny de 1452 amb 12 anys, es deia era, llunyanament, familiar seu, ja que compartien besavi: Dmitri Donskoi. Aquest, havia tingut entre d'altres, Basili I de Rússia i Andrei de Mojaisk com a fills. El primer, era l'avi d'Ivan; el segon, tingué una filla, Anastasia de Mojaisk que es casà amb Boris de Tver, i aquests tingueren Maria, la dona d'Ivan com a filla. El jove matrimoni (ella tenia 10 anys quan es casà) tingueren el 15 de febrer de 1456 un fill, de nom Ivan. Maria de Tver, però, morí prematurament el 1467 i Ivan III tingué la possibilitat de casar-se una altra vegada, ja que era jove encara.
El 12 de novembre de 1473 es casà amb Sofia Paleòloga, persona molt influent a causa del vincle familiar que tenia. El seu pare era Tomàs Paleòleg de Morea, germà dels dos últims emperadors de l'Imperi Romà d'Orient abans de la seva caiguda, Joan VIII i Constantí XI, assassinat pels otomans tot posant el punt final a aquell imperi el mateix dia. Sofia es quedà orfe de pare a principi de la dècada dels 1470, i la mantingué el papa de l'època, Sixt IV donat que Tomàs Paleòleg s'exiliava a Roma. El Sant Pare buscà amb tots els mitjans possibles un marit per a Sofia, fins que ell i els seus assessors trobaren Ivan III, i li oferiren la mà de la noia. Ell i els seus boiars acceptaren amb molt d'entusiasme, ja que era una persona amb unes arrels ben interessants per Ivan, i també perquè era ben sabuda la seva idiosincràsia: una dona ferma, molt persuasiva el cervell de la qual estava partit en dos: les croades en contra dels turcs, i la reunió de les dues Esglésies, la catòlica i l'ortodoxa (la segona ja feia prop de 5 segles que s'havia disgregat de la primera). Amb aquest matrimoni es considerava hereu del caigut Imperi Romà d'Orient i defensor de l'Església Ortodoxa. Es va proclamar sobirà de tota la Rússia i va reclamar drets patrimonials sobre les antigues terres de la Rus de Kíev.
Ivan segurament no hauria estat el mateix sense Sofia, ja que es diu que ella l'induïa a fer la majoria de coses que realitzà, com per exemple ser el primer autòcrata de Moscòvia o a posar fi al jou mongol on estaven endinsats. Per quant temps més seré jo una esclava dels tàrtars?, es diu que no parava de repetir. A part d'aquesta gran influència sobre Ivan, amb Sophia també vingueren tots els llibres i documents que heretà de la seva família romana d'Orient. Aquests manuscrits van ser l'inici de l'actual "Biblioteca dels Patriarques".

### Influència europea que causà el seu absolutisme
La neboda de l'últim emperador de Constantinoble, es creia amb l'obligació de protegir els cristians grecs que havien estat pertorbats pels turcs, en teoria per preparar una revenja de la batalla perduda el 1453. És per això que milers d'emigrants grecs (més concretament, exiliats dels turcs) des de ciutadans normals, fins a tota mena de diplomàtics, enginyers, artistes i teòlegs arribaren a Moscou els anys següents. Entre ells, Ridolfo di Fioravanti, l'enginyer i arquitecte del qual hem parlat; Marco Ruffo, l'ambaixador a Pèrsia; Pietro Antonio, que construí el palau d'Ivan o Paul Bossio, fonedor de metalls. De la mà d'un ambaixador venecià, també arribà a Rússia un eclesiàstic francès anomenat Louis, molt famós a la seva terra per ser un dels homes importants en la conquesta de Borgonya i d'Antioquia. Per aquest contacte francès, feu moltes relacions diplomàtiques amb Lluís XI de França, el rei de França, Maximilià d'Àustria, Matthias d'Hongria, Frederic III d'Alemanya i el Papa de Roma entre d'altres. Així tenia més territoris que podien ésser aliats en alguna conquesta, i també era una gran font d'artistes d'arreu.
Un d'aquests reis europeus, Lluís XI de França, li serví a Ivan d'exemple per actuar a l'exterior: mentre el francès acabava amb les guerres amb Anglaterra, el rus posava punt final a la subordinació als mongols; mentre Lluís decantava a favor seu la lluita fronterera amb Borgonya (l'acabà envaint i incorporant-la al regne), el gran Príncep es batia per guanyar algun quilòmetre a Lituània en una lluita de característiques similars; mentre el rei de França feia unes noves lleis adaptades al nou tipus de monarquia (considerava que les lleis antigues eren massa anàrquiques), Ivan III escrivia unes noves lleis al seu Oulogenia (1497), on va fer unes lleis que deixaven ben palès que ell era un autòcrata: oficialment, els privilegis dels boiars s'havien acabat. També, les penes per delictes s'endurien fins a punts dictatorials: per un homicidi, la mort; per un robatori, una flagel·lació en públic.

### Successió d'Ivan III
Sofia Paleòloga era més jove que Ivan (tenia 25 anys), i li pogué donar nou fills: Helena (nascuda el 18 d'abril de 1474) que devia morir nou-nata, ja que al cap de dos anys (el 19 de maig de 1476) tingué una altra filla anomenada Helena, presumiblement la dona d'Alexandre I Jagelló de Lituània. Més tard, arribava el fill primogènit amb Sofia, Basili (25 de març de 1479), Iuri de Dmitrov (23 de març de 1480), Dmitri d'Uglitstx (6 d'octubre de 1481), que fou Príncep d'Uglitstx, Simeó de Koluga, príncep del territori d'homònim nom (21 de març de 1481), Teodòsia (29 de maig de 1488), Andrei de Staritza, príncep d'aquest territori (5 d'agost de 1490) i Eudòxia (nata el 1492, quan el seu pare tenia 52 anys). Semblava que la successió de la corona havia de ser per Ivan el Jove, fill de Maria de Tver, però morí sobtadament el 7 de març de 1490, 15 anys abans que el seu pare. Llavors, la corona havia de ser per Basili III, però ell pensà que havia d'ésser pel fill d'Ivan el Jove, és a dir Dmitri Ivanovitx, el seu net. Això era ben al contrari del que pensava Sofia Paleòloga, per això al principi proclamà Dmitri successor de la corona, envià el seu fill Basili a la presó, i desacredità la seva dona. Llavors, anys més tard canvià d'opinió, tragué el seu fill de la presó i el proclamà successor, i ara envià la vídua d'Ivan el Jove, Helena i el seu fill Dmitri a la presó. Ivan III el Gran moria amb 65 anys a Moscou el dia 27 d'octubre de 1505, deixant pas a la corona finalment al seu fill Basili III de Rússia.

## Conseqüències del Gran Príncep

### Política interior
Totes aquestes conquestes, sumades a l'eliminació de la subordinació moscovita al gran Orde mongol, no podien fer altra cosa que donar a Moscou l'hegemonia de la zona que tants anys havien tingut els tàrtar-mongols. També hi influí la caiguda de Constantinoble en mans dels turcs (29 de maig de 1453). Aquesta ciutat era el centre neuràlgic dels ortodoxos, i a partir de llavors l'Església Ortodoxa s'enfocà a Moscou.
El principat ja era un territori molt gran, i amb molts estats-vassall (com el kanat de Kazan). El que també influïa en el fet que Moscou fos la gran potència de l'est d'Europa era la figura del seu gran príncep, Ivan III, i la seva segona dona, Sofia Paleòloga. Ivan III, en política interior, com dèiem, aprofità i de quina manera la seva hegemonia a l'exterior. Durant tot el seu regnat, actuà com un autòcrata, com un monarca absolut. Començà per distanciar-se molt dels seus boiars a la dècada dels 1470.
El sistema de govern que havia existit tradicionalment s'esfondrà, i per aquesta circumstància els boiars ja no se'ls tingué en compte. La nova forma de govern era solament atendre al que deia Ivan III el Gran. Aquest, passà a ser l'única referència de governació, passà a ser un "sacrosant" (Sant i sagrat, òbviament, en sentit figurat), mentre els seus boiars, com en totes les posteriors monarquies absolutes europees passaren a ser uns simples súbdits totalment pendents de les decisions del sobirà. Al principi, aquests aristòcrates russos es rebel·laren contra el rei, i les coses no els anaren gens malament fins que Sofia Paleòloga i el seu fill Basili s'interposaren en l'assumpte i amb alguns aliats d'ella (que era neboda del mandatari de Constantinoble en el moment de la seva caiguda) es feren prevaler enfront dels boiars, poc poderosos quant a exèrcit.
Ivan III fou el príncep que feu redactar el nou "Sudebnik" per a la Moscòvia, o codi penal, que fou compilat per l'escribà Gusev. Ivan Vasiliyevitx va fer tots els possibles per convertir Moscou en la successora de Constantinoble quant a importància i Imperi que tenia format. Per això, convidava a tots els mestres i artistes il·lustres de l'època a què s'establissin a Moscou, per donar-se el màxim de ressò possible a tot Europa.
Una altra eina per deixar veure al món exterior que Moscou era una superpotència, va ser el recurs més freqüent dels absolutistes: fer notar la supremacia de la ciutat deixant-la plena de monuments, palaus extravagants i catedrals espectaculars. Per això estava Ridolfo du Fioravante, un arquitecte renaixentista (del quattrocento) i també enginyer italià que entre d'altres monuments feu construir la catedral de l'Assumpció a la capital. És un dels records que queden en peu de l'hegemonia d'Ivan el gran. "Aristòtil", així li deien a Fioravante a causa de la seva vasta saviesa, també a l'ésser enginyer dissenyà les màquines d'artilleria que Ivan va fer servir a les guerres amb Nóvgorod (1477-1478), Kazan (1482) i Tver (1485). Després de tver, l'arquitecte i enginyer italià va voler tornar al seu origen, Bolonya, però Ivan demostrant el seu poder, s'hi negà, l'empresonà, i mesos més tard el matà (1486). És clar que Ivan III el gran era el principi d'un cicle, del segon cicle daurat de la història de Rússia (després de la primera etapa d'or, que fou la fundació de la família Rurik, i l'ampliació del seu poder, tot això, a cavall entre el primer mil·lenni i el segon després de Crist).

### Les Tres Romes, la teoria de Philoteos
Això ho feu evidenciar la teoria primerament formulada per un monjo de Pskov el 1510 anomenat Philoteos: "Tots els reialmes cristians arribaran a un final i s'uniran tots a un únic reialment, el del nostre sobirà, això és, al reialme rus, segons els llibres profètics. Les dues Romes caigueren, la tercera resisteix, i una quarta mai existirà". Era la teoria de la Tercera Roma, on també es referia a l'Imperi Romà, on Roma fou la seva ciutat cabdal i gairebé era ciutat estat (nasqué com a Imperi el 27 aC i aquell segle havia estat el de l'inici de l'auge; morí el 4 de setembre de 476 a mans d'Odoacre), i a Constantinoble com a segona Roma, capital de l'Imperi Romà d'Orient (alguns consideren la data de la caiguda de Roma com a inici de l'Imperi Romà d'Orient, però l'inici de l'auge es produïa una mica més abans, al segle iv amb les reformes de Dioclecià, i més concretament el 330, quan Constantinoble passa a ser la capital del nou imperi, que començava com una part de Roma; un altre moment d'auge són els segles IX, X i el principi de l'XI, ja que el 1054 es produeix un cisma que fa començar la desfeta, que es fa efectiu amb la caiguda de Constantinoble el 29 de maig de 1453 a mans dels turcs).
Moscou doncs, seria la tercera Roma, que com a Imperi nasqué el 1547 amb Ivan el Terrible, però l'inici de l'auge fou la segona meitat del segle xvi, amb Ivan el Gran. S'ha de dir que la tercera Roma morí el 1918, i com a data simbòlica, l'11 de juliol de 1918 va ser quan tota la família reial fou executada, essent inviable la Restauració de l'imperi. Així doncs, podem afirmar que Ivan III el Gran fou l'iniciador del tercer i últim fins al moment superimperi europeu que hi ha hagut en la nostra era.